# Речки (Коломенский район)
Речки — деревня Непецинском сельском поселении в Коломенского района Московской области. Население — 63 чел. (2010).

## Местоположение
Деревня находится в Непецинском сельском поселении в восьми километрах от города Коломны на федеральной автотрассе М5 «Урал» и в трёх километрах от посёлка Непецино.

## Население
| 2002 | 2006 | 2010 |
| ---- | ---- | ---- |
| 69   | ↘54  | ↗63  |